# Ystads Sankt Petri församling
Ystad Sankt Petri församling var en församling i Lunds stift i nuvarande Ystads kommun. Församlingen uppgick 25 juli 1884 i Ystads stadsförsamling.

## Administrativ historik
Församlingen bildades 16 mars 1532 genom en utbrytning ur Ystads Sankta Maria församling. 
Församlingen var till 1869 i pastorat med Bjäresjö församling, före 1677 som annexförsamling, därefter som moderförsamling. Från 1869 till 25 juli 1884 annexförsamling i pastoratet Ystads Sankta Maria, Ystads Sankt Petri och Öja. Församlingen uppgick 25 juli 1884 i Ystads stadsförsamling.

## Kyrkor
- Sankt Petri kyrka